# Liste des épisodes d'Il était une fois... la Vie
Liste des épisodes de Il était une fois… la Vie avec leurs résumés.

## Épisodes
| № | Titre                          | Réalisation | Scénario | Première diffusion |
| --- | ------------------------------ | ----------- | -------- | ------------------ |
| 1 (3.1) | La planète cellule             |             |          | 13 septembre 1987  |
| Il y a 3,5 milliards d'années, apparaissait la première forme de vie : la cellule, capable de s'autorépliquer grâce à l'ADN. Dans le corps humain, une cellule est à la base de tout. C'est une véritable usine, avec ses fabriques de production, de gestion d'énergie, ses réserves, son centre de décision. - Anecdotes : les ouvriers, personnages humanoïdes jaunes ou habillés en bleu, sont des enzymes ; on peut voir l'ADN et l'ARN avec les nucléotides A, G, C, T ; les différentes usines cellulaires : les ribosomes, les mitochondries, les centrioles, l'appareil de Golgi, les lysosomes, les véhicules de transports conduits par les enzymes, de l'extérieur vers le noyau sont des vésicules.                                                                                    |                                |             |          |                    |
| 2 (3.2) | La naissance                   |             |          | 20 septembre 1987  |
| La rencontre entre un spermatozoïde et un ovule crée la fécondation. Pendant 9 mois, des cellules vont construire le corps du futur bébé. |                                |             |          |                    |
| 3 (3.3) | Les sentinelles du corps       |             |          | 27 septembre 1987  |
| Le thymus est le siège de la formation des globules blancs. Des jeunes lymphocytes apprennent à reconnaitre les ennemis du corps, sous la direction du colonel Pierre, et des officiers Pierrot, Psi et Le Gros. - Anecdotes : Il y a plusieurs types d'anticorps : les lymphocytes B et T, les polynucléaires, les macrophages, les monocytes ; les virus, les bactéries, les poussières sont les principales menaces. |                                |             |          |                    |
| 4 (3.4) | La moelle osseuse              |             |          | 4 octobre 1987     |
| La moelle osseuse est le siège de création des globules rouges et blancs et des plaquettes. Dans le corps de Pierrette, une révolte de lymphocytes a lieu dans des cellules de la moelle. Le Pr Maestro diagnostique une leucémie. - Anecdotes : Pierrette est atteinte d'une Leucémie aiguë lymphoblastique. |                                |             |          |                    |
| 5 (3.5) | Le sang                        |             |          | 11 octobre 1987    |
| Dans le corps de Pierrot, nous suivons Maitre Globus, Hémo, Gobine et les officiers anti-corps, dans le quotidien de la circulation sanguine. Les globules rouges doivent transporter l'oxygène et le gaz carbonique, alors que les globules blancs doivent rester vigilants contre les attaques des corps extérieurs. |                                |             |          |                    |
| 6 (3.6) | Les petites plaquettes         |             |          | 18 octobre 1987    |
| Également dans la moelle osseuse, se forment les plaquettes. Celles-ci sont chargées de réparer le corps humain. Pierrot, après s'être coupé avec un couteau subit une invasion de staphylocoques alors qu'au niveau de la plaie, les défenses du corps sont désorganisées. - Anecdotes : le nom de la maladie où les plaquettes sont attaquées par les anticorps est la Purpura thrombopénique idiopathique ; la prostaglandine est chargé de détruire l'accumulation de plaquettes risquant de boucher les vaisseaux sanguins ; les H (héparine) sont des anticoagulants. |                                |             |          |                    |
| 7 (3.7) | Le cœur                        |             |          | 25 octobre 1987    |
| Pendant longtemps les scientifiques ont nié que la circulation sanguine existait. Celle-ci est possible grâce à l'action du cœur qui propulse le sang dans tout le corps. Nous suivons un groupe de globules rouges menés par Maître Globus dans la traversée des différents compartiments du cœur. - Anecdotes : Le Teigneux, par un surplus d'alcool, de graisse et de tabac, fait un infarctus du myocarde dû à des thromboses empêchant le sang de circuler. |                                |             |          |                    |
| 8 (3.8) | La respiration                 |             |          | 1er novembre 1987  |
| Dans un parc, nous suivons le parcours des bulles d'oxygène jusqu'aux alvéoles dans le corps de Psi, alors que celle-ci fait du footing. Dans le même temps, nous voyons l'état des voies respiratoires du Nabot, qui est fumeur. |                                |             |          |                    |
| 9 (3.9) | Le cerveau                     |             |          | 8 novembre 1987    |
| Le cerveau peut se diviser en plusieurs parties, issues de l'évolution : l'archicortex, le paléocortex et le néocortex. Nous suivons dans le corps de Petit Gros puis de Psi, comment les informations se propagent et sont analysées par les différents centres de commande puis comment sont prises les décisions. Maître Globus expose le fonctionnement du cerveau aux autres globules rouges. |                                |             |          |                    |
| 10 (3.10) | Les neurones                   |             |          | 15 novembre 1987   |
| Les cellules composant le cerveau sont appelées les neurones. Chacune d'elles reçoit des messages et les transmet. Elles détiennent aussi toutes les connaissances emmagasinées. |                                |             |          |                    |
| 11 (3.11) | L'œil                          |             |          | 22 novembre 1987   |
| Si l'on peut voir, c'est grâce aux photons (lumière) qui se réfléchissent sur les objets avant d'arriver dans l’œil. Nous retrouvons Maître Globus et Globine dans l'un des vaisseaux sanguins de l’œil. Nous voyons ensuite le fonctionnement d'une glande lacrymale. - Anecdotes : les enzymes lysosomes sont chargés de nettoyer l’œil ; sur l’œil de Pierrot, il y avait quelques virus de la conjonctivite ; c'est la première apparition de Bouboule, le chien de Pierrot, que l'on retrouve dans certains épisodes ainsi que dans les séries ... les Découvreurs, ... les Explorateurs, ... notre Terre |                                |             |          |                    |
| 12 (3.12) | L'oreille                      |             |          | 29 novembre 1987   |
| L'oreille permet de capter des sons, qui sont en fait des ondes. Les informations sont traitées puis envoyées au cerveau qui "entend". L'oreille est aussi le siège de l'équilibre. - Anecdotes : l'oreille est composé du tympan, des trois plus petits os du corps : le marteau, l'enclume et l'étrier ; les cellules transmettant les ondes sont les cellules ciliées ; les coxys essaye de s'infiltrer par la trompe d'Eustache. |                                |             |          |                    |
| 13 (3.13) | La peau                        |             |          | 6 décembre 1987    |
| Maitre Globus et les autres globules rouges continuent leur voyage dans le corps humain, et se retrouvent dans les vaisseaux capillaires situés sous la peau du bras de Pierrot. De là, ils découvrent les différents niveaux du l'épiderme, et les capteurs permettant le sens du toucher. La peau est aussi le premier rempart de défense. À la suite d'une piqûre de moustique, du gaz irritant anophèle et des streptocoques rentrent dans l'organisme. |                                |             |          |                    |
| 14 (3.14) | La bouche et les dents         |             |          | 13 décembre 1987   |
| Lorsque l'on mange, les éléments composant les aliments, mélangés à la salive, sont analysés par les cellules de la langue. Les rapports sur les taux de sucre, de sel, d'acidité et d'amertume, sont ensuite envoyés au cerveau par transmission nerveuse. Dans la bouche de Pierrette, des bactéries attendent de recevoir du sucre pour faire une carie. - Anecdotes : les bactéries présent dans la bouche sont des Streptococcus mutans. |                                |             |          |                    |
| 15 (3.15) | La digestion                   |             |          | 20 décembre 1987   |
| Le début de la digestion commence dans la bouche avec la mastication, mélangée à la salive. Le bol alimentaire passe à travers l'œsophage, jusqu'à l'estomac, puis l'intestin. Dans le corps de Petit Gros, nous suivons ces différentes étapes, malgré une petite indigestion et l'entrée de salmonelles. - Anecdotes : on peut voir l'action des fibres alimentaires et des bactéries amies Escherichia coli. |                                |             |          |                    |
| 16 (3.16) | L'usine du foie                |             |          | 27 décembre 1987   |
| Alors que Maitre Globus, Hémo et Globine continuent leur grande circulation, ils passent près du foie. Cet organe, véritable usine, rejette tous ses déchets dans le sang. Les ammoni, après avoir été rééduqués en urée dans les écoles du foie, sont également relâchés pour être envoyés aux reins. Pour être nettoyés, les globules se dirigent vers les reins, organes dont le rôle est celui d'épurateur et de filtre. - Anecdotes : les montagnes russes sont les capillaires du floculus où les saletés du sang tombent dans l'urine ; la vasopressine et l'aldostérone sont deux hormones chargés de filtrer l'urine. |                                |             |          |                    |
| 17 (3.17) | Les reins                      |             |          | 3 janvier 1988     |
| Alors que Maitre Globus, Hémo et Globine continuent leur grande circulation, ils passent près du foie. Cet organe, véritable usine, rejette tous ses déchets dans le sang. Les ammoni, après avoir été rééduqués en urée dans les écoles du foie, sont également relâchés pour être envoyés aux reins. Pour être nettoyés, les globules se dirigent vers les reins, organes dont le rôle est celui d'épurateur et de filtre. - Anecdotes : les montagnes russes sont les capillaires du floculus où les saletés du sang tombent dans l'urine ; la vasopressine et l'aldostérone sont deux hormones chargés de filtrer l'urine. |                                |             |          |                    |
| 18 (3.18) | Le système lymphatique         |             |          | 10 janvier 1988    |
| Moins connus que les vaisseaux sanguins, les vaisseaux lymphatiques sont pourtant essentiels. Le Lieutenant Psi ainsi qu'un jeune lymphocyte patrouillent dans les vaisseaux sous hautes protections. Mais quelques staphylocoques réussissent à attaquer un ganglion, après que Pierrot ait été griffé par un chat. - Anecdotes : le Lieutenant Psi visite plusieurs organes du système lymphatique comme le réservoir de Pecquet, le canal thoracique, la rate ; les coxys portent les costumes de la Vieille Garde de Napoléon au moment de l'attaque des antibiotiques. |                                |             |          |                    |
| 19 (3.19) | Les os et le squelette         |             |          | 17 janvier 1988    |
| Le squelette représente 20 % de la masse corporelle. Il permet à des organes vitaux comme le cerveau ou les poumons d'être protégés. Néanmoins à la naissance il n'y a pas d'os, mais du cartilage. En grandissant celui-ci est remplacé par de l'os, plus solide. En classe de neige, Pierrot et Psi, après avoir chuté en ski, se fracturent la jambe. Leur corps va tout mettre en œuvre pour réparer. - Anecdotes : les cellules ostéoblastes luttent pour transformer le cartilage en os et les ostéoclastes les régulent ; à la suite de la fracture ouverte de Pierrot quelques staphylocoques dorés attaquent la zone de la fracture nécessitant la prise d'antibiotiques. |                                |             |          |                    |
| 20 (3.20) | Les muscles et la graisse      |             |          | 24 janvier 1988    |
| Les muscles représentent 50 % du poids du corps humain. Ils nous permettent de bouger mais permettent également les battements du cœur ou encore la respiration. Pour bien fonctionner, ils ont surtout besoin de sucres (s'il en manque, de graisses) et d'oxygène. Si les muscles de Pierrot, sont bien entrainés en faisant du sport régulièrement, ce n'est pas le cas de Petit Gros, dont les muscles ont des difficultés a fonctionner à cause d'un excès de graisse. - Anecdotes : lorsque Petit Gros reste allongé à l'hôpital, l'excès de graisse transforme une cellule en cellule adipeuse |                                |             |          |                    |
| 21 (3.21) | Guerre aux toxines             |             |          | 31 janvier 1988    |
| Les microbes ne sont pas les seuls éléments nocifs pour le corps : il y a aussi les polluants chimiques, très toxiques, contre lesquels les principaux anticorps se révèlent inefficaces. Alors que Pierrot se trouvent en ville, des toxines pénètrent par les alvéoles pulmonaires dans le sang et attaquent une cellule. - Anecdotes : les enzymes désoxydantes sont des cytochromes P450 ; les enzymes chargés d'assembler ou de réparer l'ADN sont les enzymes ligases ; les globules rouges passent dans une glomérule. |                                |             |          |                    |
| 22 (3.22) | La vaccination                 |             |          | 7 février 1988     |
| Un jour à l'école, Pierrot et sa classe ont un rappel de vaccination contre le tétanos. Malheureusement Petit Gros est absent ce jour-là. Quelque temps plus tard, en transplantant un rosier Pierrot et Petit Gros s'écorchent avec des épines. Des bacilles rentrent dans leur organisme qui est protégé différemment. - Anecdotes : les microbes du tétanos sont des bacilles de Nicolaïer ; les anti-corps vaccinés reprennent le personnage de Cyrano de Bergerac. |                                |             |          |                    |
| 23 (3.23) | Les hormones                   |             |          | 14 février 1988    |
| Le corps humain possède plusieurs organes appelés les glandes endocrines. Celles-ci produisent des hormones, des molécules chimiques chargées de transmettre des messages permettant de réguler le fonctionnement des autres organes. Au cours d'une partie de tennis, le corps de Petit Gros est mis à rude épreuve, nécessitant la formation d'hormones pour pouvoir utiliser les réserves. Son organisme et ses défenses étant fatigués, Petit Gros attrape une pneumonie - Anecdotes : on peut voir plusieurs hormones : les hormones TSH, les hormones TH, les adrénalines, les glucagons ; la glande thyroïde réserve d'iode du corps donc le directeur ressemble à Louis de Funès dans L'Avare et reprenant le monologue d'Harpagon ; les bactéries diplocoques responsable de la pneumonie. |                                |             |          |                    |
| 24 (3.24) | Les chaînes de la vie          |             |          | 21 février 1988    |
| Toute la vie n'est possible que grâce au soleil. Celui-ci est à l'origine de la vie végétale, et ainsi de la chaîne alimentaire. Depuis la préhistoire, notre corps s'adapte à l'environnement souvent hostile. - Anecdotes : le Pierre de la préhistoire est atteint de scorbut. |                                |             |          |                    |
| 25 (3.25) | Réparations et transformations |             |          | 28 février 1988    |
| C'est au cours du sommeil que notre corps se régénère. Le cerveau continu de fonctionner (au ralenti) en classant toutes les informations acquises. De même les usines cellulaires subissent divers réparations. - Anecdotes : les gènes sauteurs libérés à la suite d'une erreur des enzymes ligases sont une des causes de cancer ; les protéines pirates sont une forme de cancer si elles se reproduisent d'une cellule à l'autre. |                                |             |          |                    |
| 26 (3.26) | Et la vie va...                |             |          | 13 mars 1988       |
| Au cours de la vieillesse, l'organisme a de plus en plus de mal à fonctionner. Dans le corps de Grand-père, les usines cellulaires deviennent difficile à réparer, les chaînes de synthèses tombent en panne, Maître Globus et le chef de cellule Maestro disparaissent, et c'est tout le corps qui finit doucement par s'éteindre. Néanmoins à travers les gènes transmis à ses enfants, c'est tout son être qui continue de vivre. La vie est ainsi perpétuée. - Anecdotes : le mythe du Sphinx avec la question posée à Œdipe. - Évènements : décès du grand-père dont la famille est réunie autour de lui, et naissance d'un enfant. |                                |             |          |                    |